# Сандок
Сандок (др.-греч. Σανδώκης) — правитель эолидского города Ким в V веке до н. э.

## Биография
Сандок, сын Фамасия, был одним из судей при персидском царе Дарии I. За взятку Сандок вынес неправедный приговор, о чём стало известно царю. Дарий велел распять его. Но когда Сандок уже был на кресте, царь, решив, что заслуги виновного превосходят его прегрешения, решил помиловать бывшего судью. Впоследствии Сандок стал персидским наместником эолидского города Кимы.
Сандок принял участие участие в походе персов в Грецию в 480 году до н. э. Он командовал пятнадцатью кораблями, отплывшими значительно позже, чем основной персидский флот. У мыса Артемисия отставшие приняли за своих находившиеся эллинские суда и приблизились к ним. Греки, поняв эту ошибку, окружили своих врагов и легко захватили их в плен. По замечанию Геродота, вторично избежать гибели Сандоку уже не удалось.